# Карбахаль-и-Росас, Бартоломе
Бартоломе Карбахаль-и-Росас (исп. Bartolomé Carbajal y Rosas; 12 сентября 1875, Гуадалупе де лос Рейес, штат Синалоа, Мексика — 1940) — мексиканский дипломат и государственный деятель, министр иностранных дел Мексики (1911).

## Биография
После получения высшего юридического образования работал по специальности. Затем перешел на дипломатическую службу:
- 1904—1906 гг. — посол в Аргентине и Уругвае, Парагвае и Бразилии (по совместительству),
- 1908—1911 гг. — посол в Коста-Рике, в Панаме и Никарагуа (по совместительству). В этот период происходила интервенция Соединенных Штатов в Никарагуа, принимал активное участие в деактивации конфликта в Никарагуа.

В июне-ноябре 1911 г. — министр иностранных дел Мексики.
- 1912—1913 гг. — посол в Российской империи,
- 1913—1925 гг. — посол в Великобритании (с 1914 г. — без аккредитации),
- 1923—1927 гг. — представитель Мексики в смешанной Американо-мексиканской комиссии по претензиям.